# Ponte Cavour
Ponte Cavour é uma ponte de Roma, Itália, que liga a piazza del Porto di Ripetta ao Lungotevere dei Mellini, entre os riones Campo Marzio e Prati.

## Descrição
Projetada pelo arquiteto Angelo Vescovali, foi construída entre 1896 e 1901 e inaugurada em 25 de maio de 1901. Foi batizada em homenagem a Camillo Cavour, um dos protagonistas da unificação da Itália. A ponte liga a à volta da Piazza Cavour e o Campo de Marte, perto do Altar da Paz. Ela substituiu a provisória "Passarela de Ripetta", construída em 1878.
A ponte tem cinco arcos em cantaria revestidos por travertino e com 20 metros de comprimento, totalizando cerca de 110 metros de comprimento total.